# Diapoma thauma
Diapoma thauma är en fiskart som beskrevs av Menezes och Weitzman 2011. Diapoma thauma ingår i släktet Diapoma och familjen Characidae. Inga underarter finns listade i Catalogue of Life.